# 里斯本地铁
里斯本地铁（葡萄牙語：Metropolitano de Lisboa）是葡萄牙里斯本的地铁系统。里斯本地铁於1959年12月29日开通，是葡萄牙第一个地铁系统。里斯本地铁目前共有4条路线，长度总计44.5公里，包括56個车站。

## 历史

### 規劃與建設

里斯本地鐵的演變

从1888年开始，建造里斯本地铁的想法就开始出现了。最初的想法由军事工程师恩里克·德·利馬·庫尼亞提出，并在期刊上发表了一篇文章，建議在里斯本建設地鐵網絡。1920年代又有一些對地鐵的規畫被提出，但都被市議會否決。
第二次世界大戰後，由於經濟復甦，以及葡萄牙獲得了美国馬歇爾計劃的財政支持，興建地下鐵路的想法逐漸可行。1948年里斯本成立一個委員會研究地鐵計畫的可行性與效益。隨後里斯本地鐵的建設於1955年8月展開，並在1959年開通首個地鐵路段。

### 開通與擴張
1959年里斯本開通首個地鐵路段，為了向乘客提供有關新交通工具的更好信息，里斯本地鐵委託葡萄牙電影公司托比斯製作了一部宣傳短片，在電視和首都的電影院˙播放。里斯本地鐵網路最初為Y字型，從泰萊拉斯站到動物園站 (當時稱為「塞特里奧斯車站」)與恩特雷坎波斯站，共有11個車站，兩條支線在蓬巴爾侯爵站交會。
里斯本地鐵開通之後，在1963年和1966年延伸，1966年的延伸從羅西烏車站轉彎向北，使主線呈V字型。1972年里斯本地鐵東側再延長5個車站，同時里斯本地鐵在1970年代將站台長度增長，許多原本只有35公尺長的站台，被擴充至70甚至105公尺，以停靠更多車廂的列車。1974年康乃馨革命發生之後，里斯本地鐵於1975年國營化，1978年營運公司更名，全名為「里斯本地鐵行政法人」。
1972至1982年間，里斯本地鐵的擴張停止，主要原因是1970年代葡萄牙政治動盪。1980年代地鐵擴張工程再次展開，1988年里斯本地鐵開通兩個新路段，分別是東側支線延長一站，以及西側支線延長3個車站，距上次地鐵擴張經過16年。1993年大坎波站開通，東側支線與東側主線在此交會，使里斯本地鐵成為一個帶支線的環狀路線。

### 路線拆分
1990年里斯本提出了路網擴展計劃，計劃最重要的便是拆分里斯本地鐵的兩條支線，1995年 7 月該計劃實現，東側支線獨立為黄线，剩餘路線編為蓝线。1997年黃線延長至拉托站，1998年里斯本地鐵路網大幅擴張，4月18日從羅西烏車站延長至索德雷碼頭車站，4月25日東側主線獨立為绿线，並開通龐巴爾-基亞多站，作為藍線與綠線的轉乘站。5月19日红线開通，與過去的路線不同，紅線為新建路線，紅線在1998年世界博覽會前夕開通，首通段的各車站在1998年11月前開通陸續，也宣告1990年提出的路網擴展計劃完成。

### 21世紀
2000年代，里斯本地鐵的擴張包括：2002年綠線延伸一站至泰萊拉斯站；2004年3月和5月黃線和綠線分別延伸，使里斯本地鐵服務範圍首次越過里斯本市界；2007年藍線延長至聖阿波隆尼亞車站；2009年紅線延長至聖塞巴斯蒂安站，使紅線與藍、黃綠三線均有轉乘站，所有路線均可相互換乘。
2010年代初期由於歐債危機導致失業率上升，一度使里斯本地鐵客運量降低。2012年紅線延長至機場站，成為里斯本機場的機場聯絡軌道系統，市區與里斯本機場之間的旅程需時大約 16 分鐘。2016年藍線延長至雷博萊拉站，2019年，里斯本地鐵的客運量達到1.73億人次的紀錄。

## 路线
里斯本地铁共有4条路线和56個车站。每条路线都有图形化的名字。
| 名称 | 昵称           | 起訖站           | 起訖站     | 车站数 | 长度 (km) |
| ---- | -------------- | ---------------- | ---------- | ------ | --------- |
| 蓝线 | 海鸥线         | 聖阿波隆尼亞車站 | 雷博萊拉   | 18     | 14        |
| 黄线 | 向日葵线       | 拉托             | 奧迪韋拉什 | 13     | 11        |
| 绿线 | 卡拉维尔帆船线 | 索德雷碼頭車站   | 泰萊拉斯   | 13     | 9         |
| 红线 | 东方线         | 聖塞巴斯蒂安     | 機場       | 12     | 11.5      |
| 總計 | 總計           |                  |            | 56     | 44.5      |

### 路線圖
| 名稱 | 路線圖 |
| ---- | ------ |
| 蓝线 |        |
| 黄线 |        |
| 绿线 |        |
| 红线 |        |

## 地鐵車輛

### 除役車輛

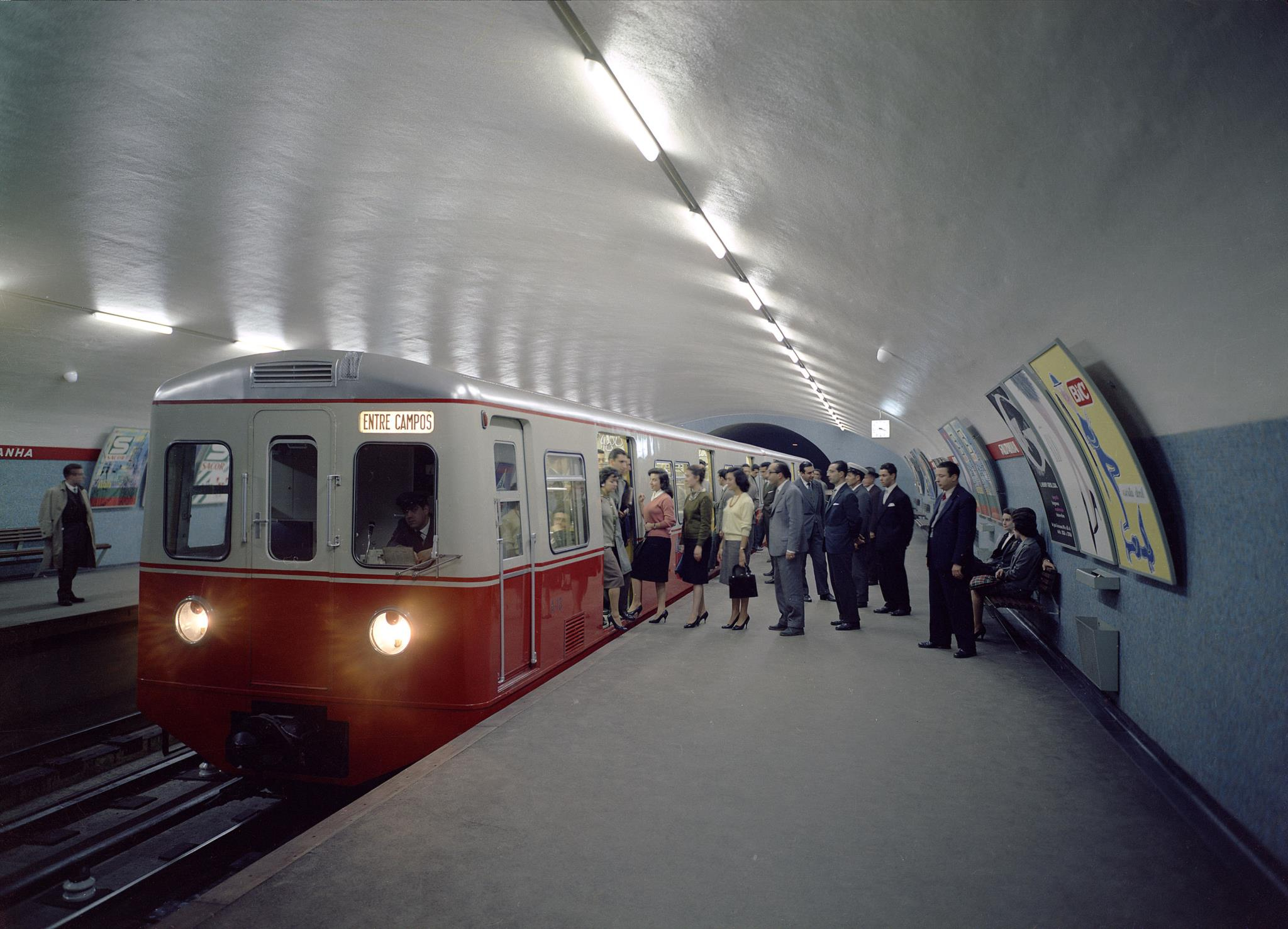
ML7型列車，攝於1959年地鐵開通時。
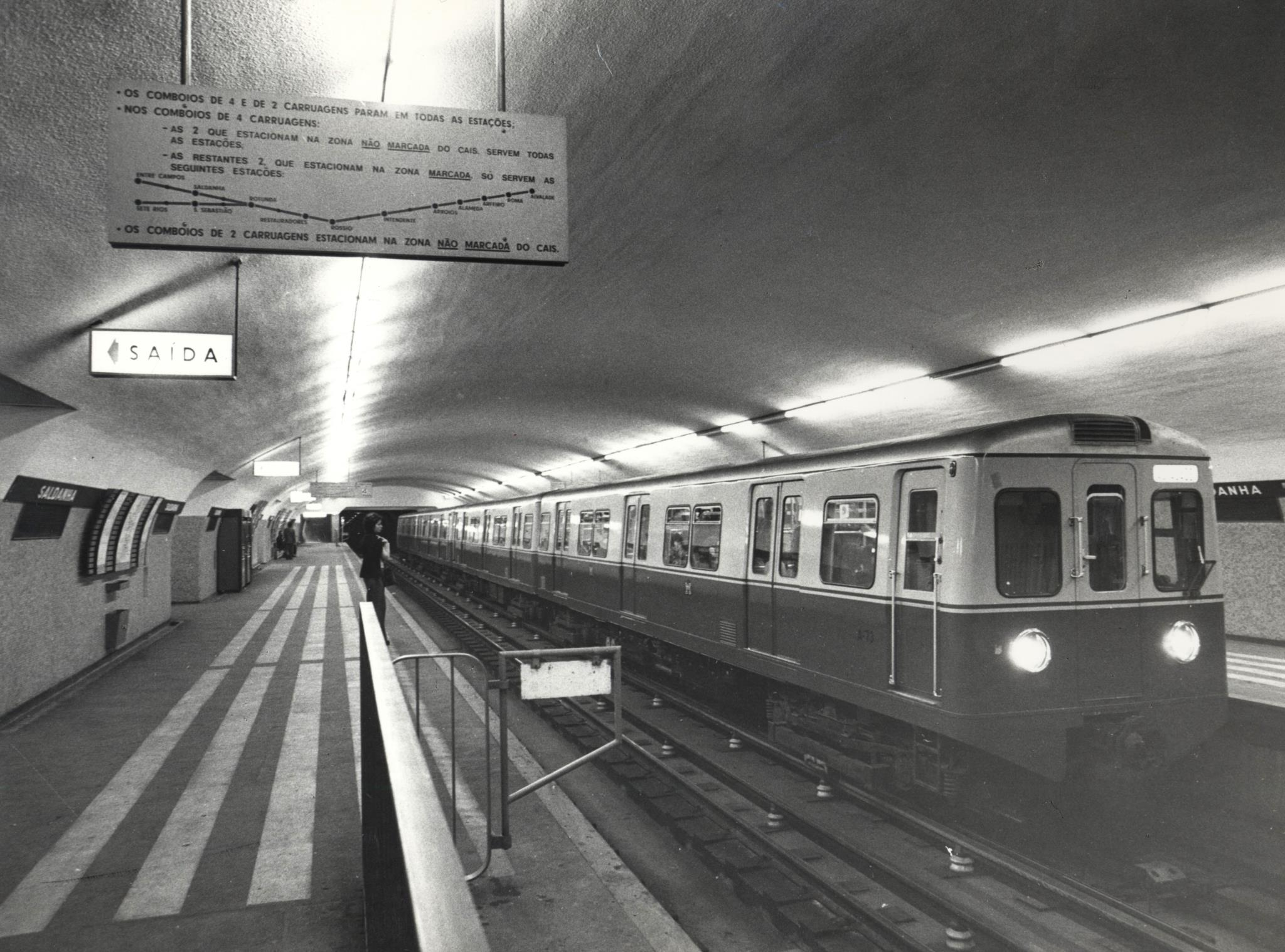
4節編組的ML7型，以及站台條紋標示。

#### ML7型
ML7是里斯本地鐵 (ML)使用的第一批車輛，由西德的林克-霍夫曼-布施 (LHB)製造， 1959 年 12 月 29 日開始運營，最初有24 節車廂，陸續1975年又交付60輛達到 84 輛。ML7型最初僅以2節編組營運，1975年開始有4節編組列車營運，由於列車每節長度16公尺，但部分站台長度僅35公尺，無法停靠4節編組列車，因此在站台塗有條紋標誌，提示旅客該節車廂是否可在短站台停靠。
1976年一列列車發生火災，導致四節ML7 車廂被毀。ML7列車每節載客量173人，其中座位36人，站位137人，最高速度60公里/小時，採用標準軌距、750伏特直流電第三軌供電。ML7型於 2000 年 1 月 31 日停止運營，其中兩節車廂 (編號A-1 和 A-2)被保存，用於紀念性營運，例如2009年曾為慶祝里斯本地鐵營運50周年臨時營運。

#### ML79型
ML79是ML使用的第二批車輛，以巴黎地鐵的 MF-77型為基礎，由法国的阿爾斯通製造，1984 年 1 月 1 日開始運營。1984 年至 1989 年間，共購置 56 節車廂，ML79型以4節編組營運，列車每節載客量164人，其中座位40人，站位164人，最高速度72公里/小時，採用標準軌距、750伏特直流電第三軌供電。ML79型於 2002 年 7 月 11 日停止運營，原定轉賣給布宜诺斯艾利斯地铁，但在交易失敗後，所有車廂都被報廢，其中兩節車廂被保存用於展覽。

### 營運中車輛

#### ML90、ML95型

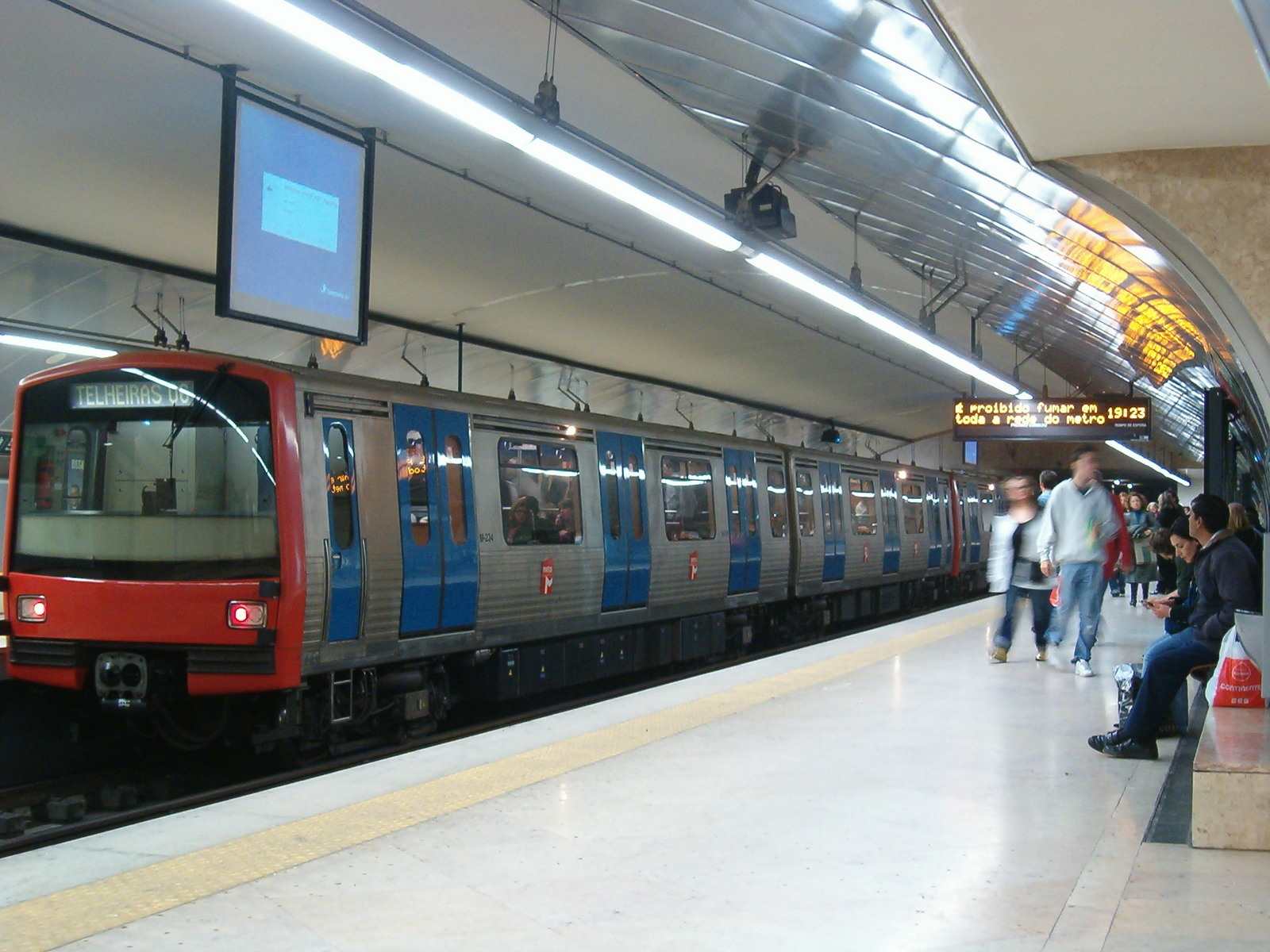
ML90型
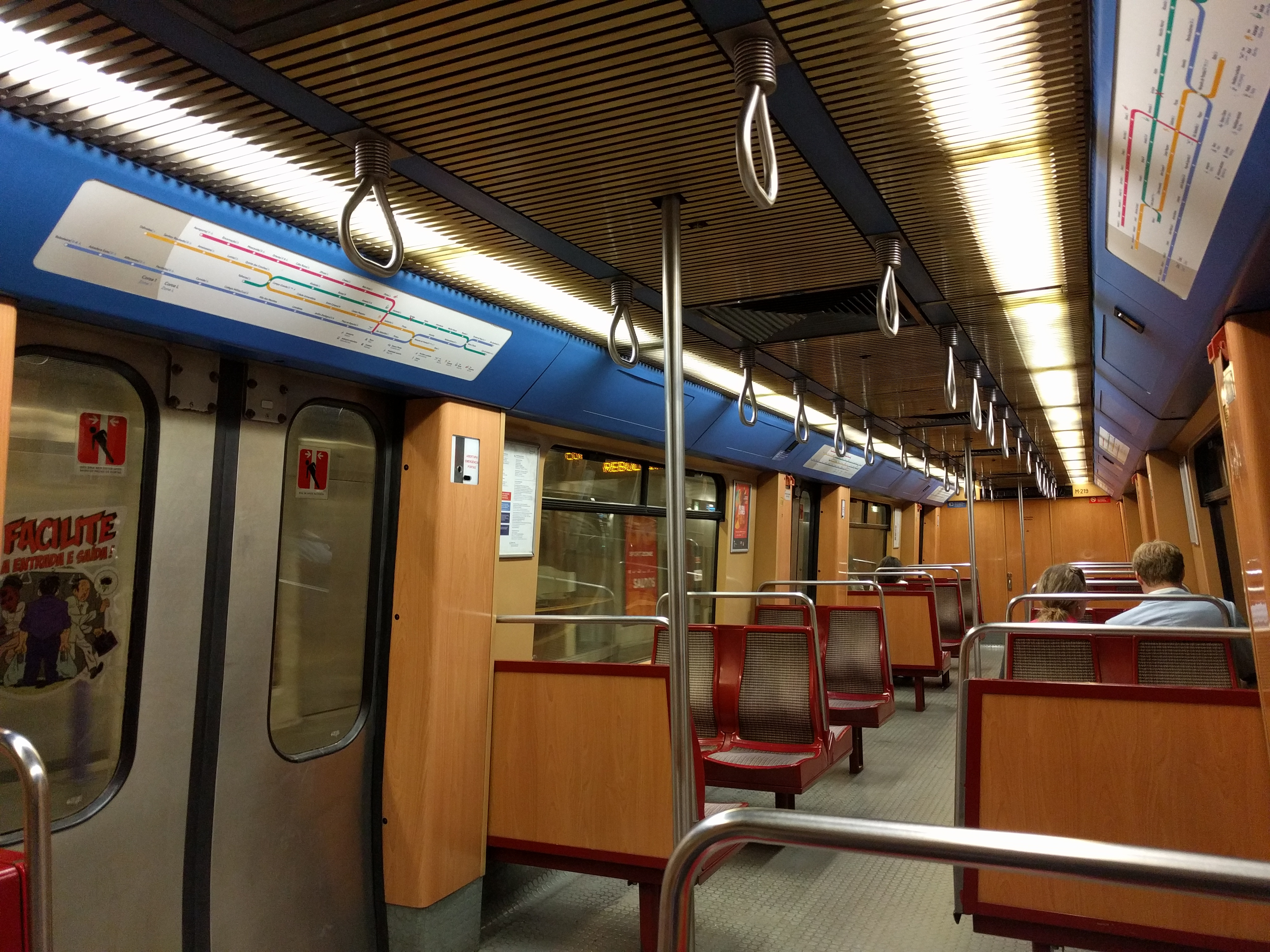
ML90型列車內部
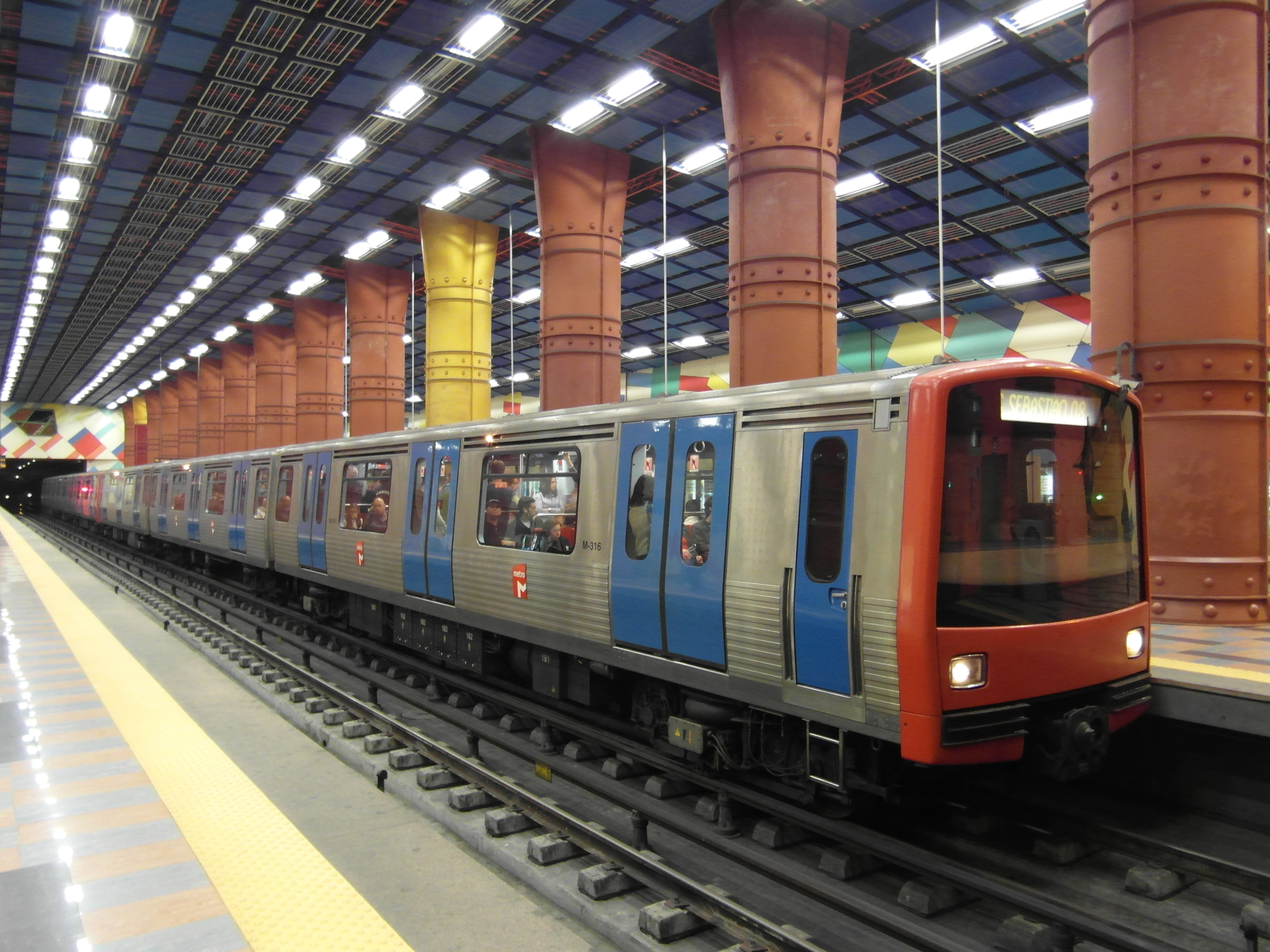
ML95型
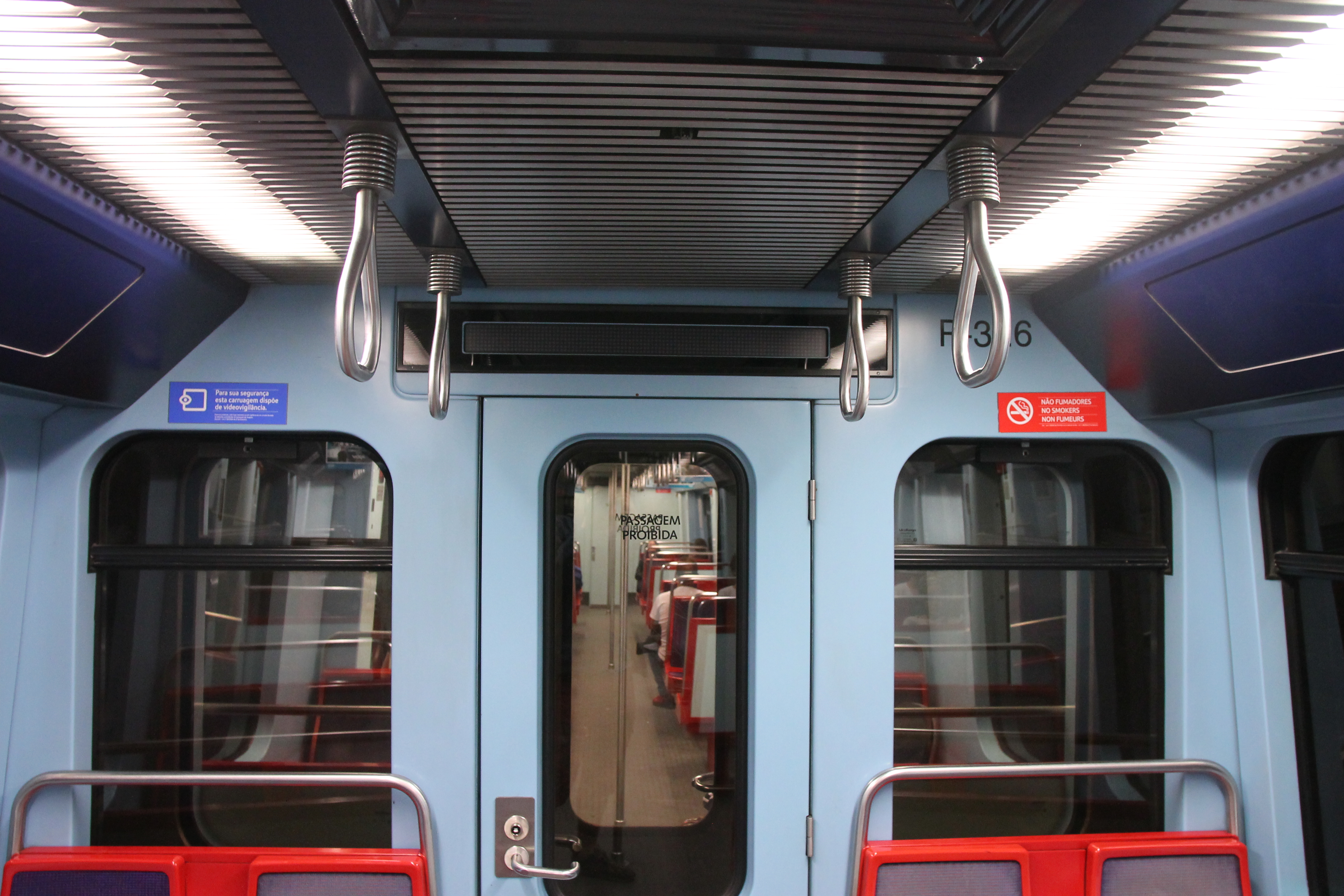
ML95型列車內部

ML90是ML使用的第三批車輛，由德国的西门子铁路系统製造，於 1993 年 3 月 29 日開始運營。ML90確立里斯本地鐵往後各列車的外觀，銀色車身、紅色車頭、藍色車門成為里斯本地鐵車輛的統一塗裝；ML90也是里斯本地鐵首次使用無動力拖車，使列車以3節車廂唯一單元，在營運時可以擴充至6節編組。從 1993 年到 1996 年，ML總共購買了 57 節ML90車廂，包括38節動力車與19節拖車，採用4動2拖的6節編組，或2動1拖的3節編組營運。ML90列車動力車每節載客量162人，其中座位40人，站位122人；拖車每節載客量178人，其中座位48人，站位130人，列車最高速度72公里/小時，採用標準軌距、750伏特直流電第三軌供電。2013年ML將M201-R202-M203單元內部座位調整為縱向排列，透過減少座位增加載客量，並加快乘客出入車廂的速度，但ML未計畫在其他單元也進行此改變。
ML95由德国的西门子製造，於1997 年開始運營，ML95外觀、技術與ML90相似，ML總共購買了 114 節ML95車廂，包括76節動力車與38節拖車，採用4動2拖的6節編組，或2動1拖的3節編組營運。ML90列車動力車每節載客量162人，其中座位40人，站位122人；拖車每節載客量178人，其中座位48人，站位130人，列車最高速度72公里/小時，採用標準軌距、750伏特直流電第三軌供電。ML95與ML90的差異主要在列車內部，ML90內飾採用棕色和藍色調；ML95內飾則完全採用藍色調，另外ML95車門的開關控制由氣動更改為電動。

#### ML97、ML99型

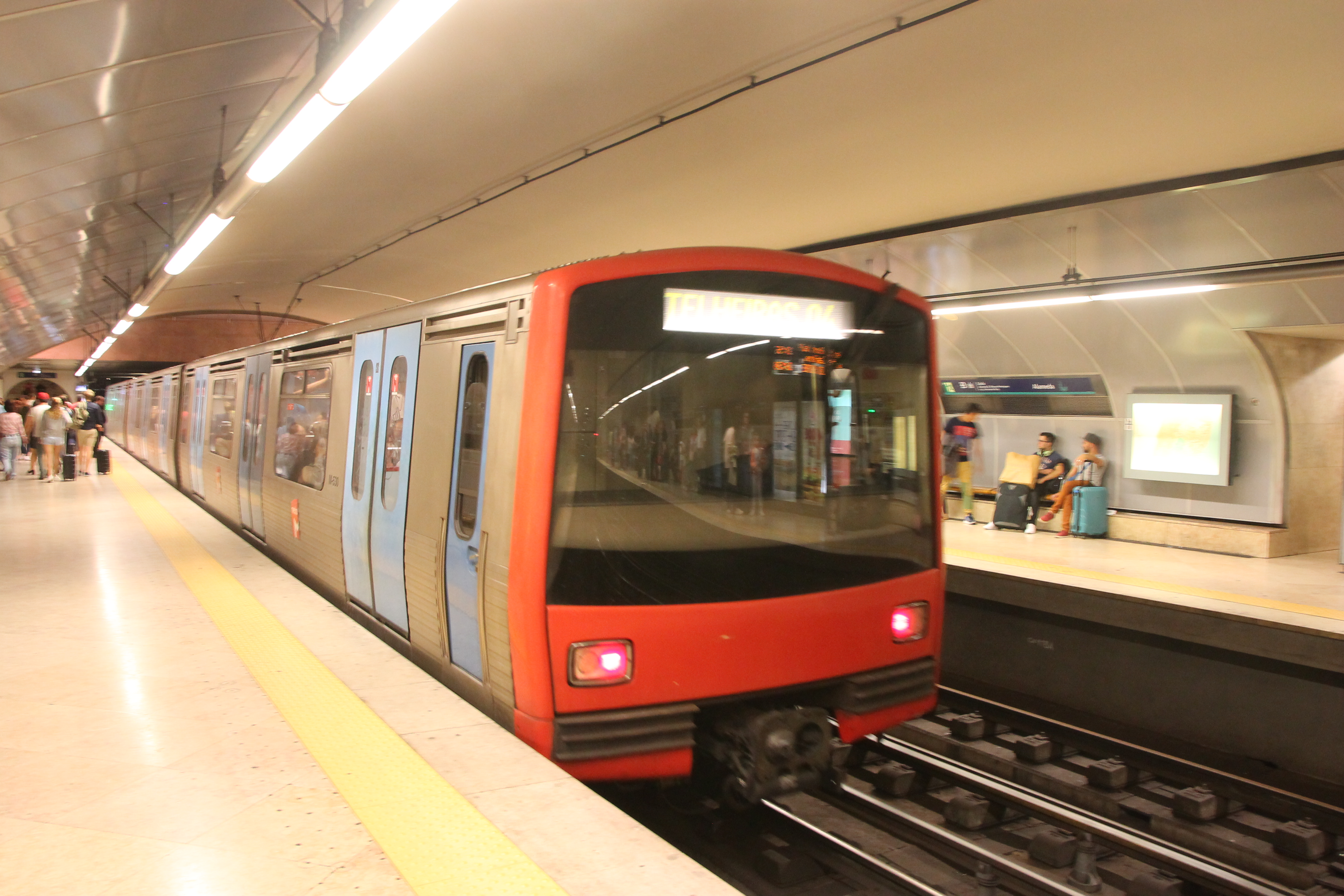
ML97型
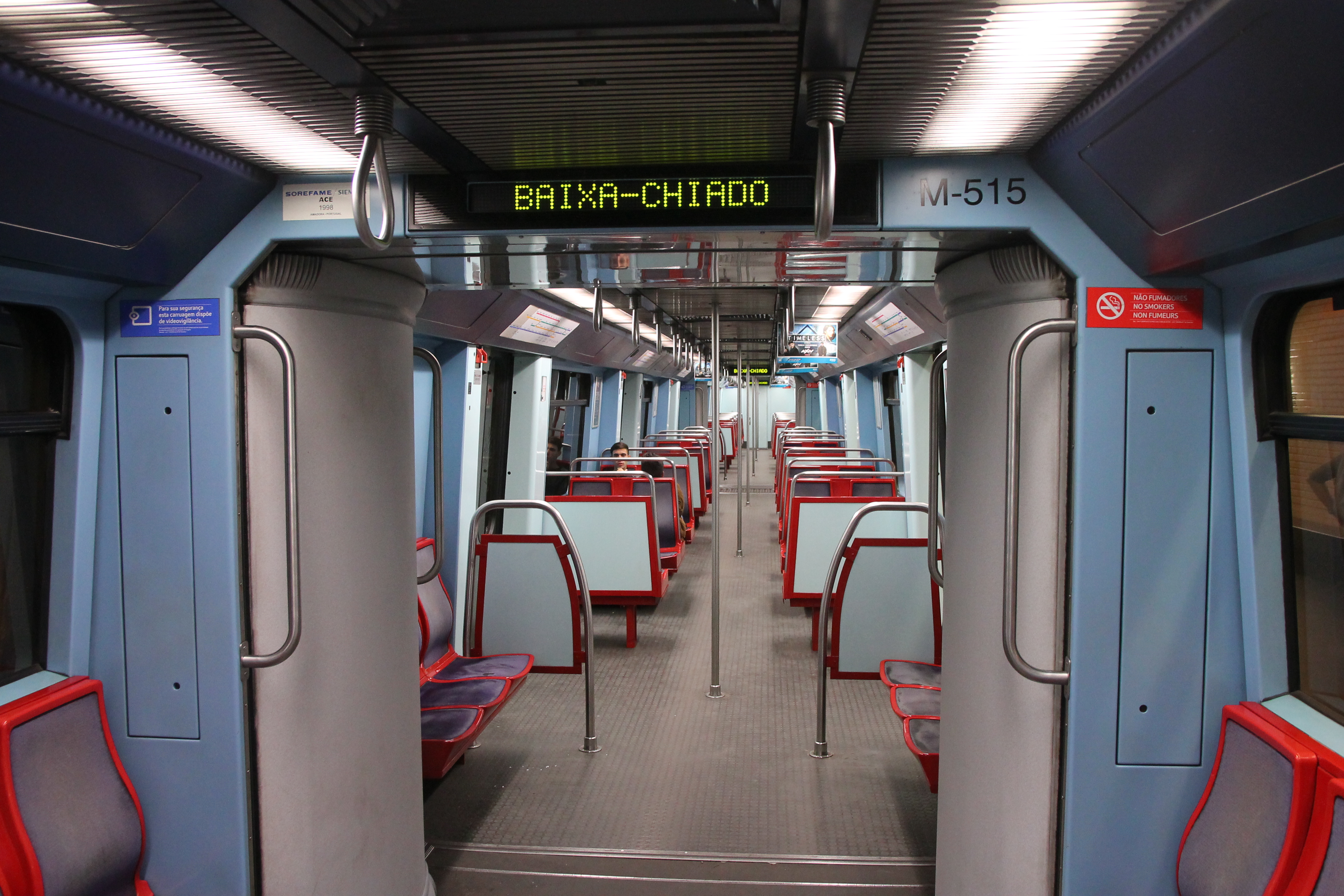
ML97型車廂連通道
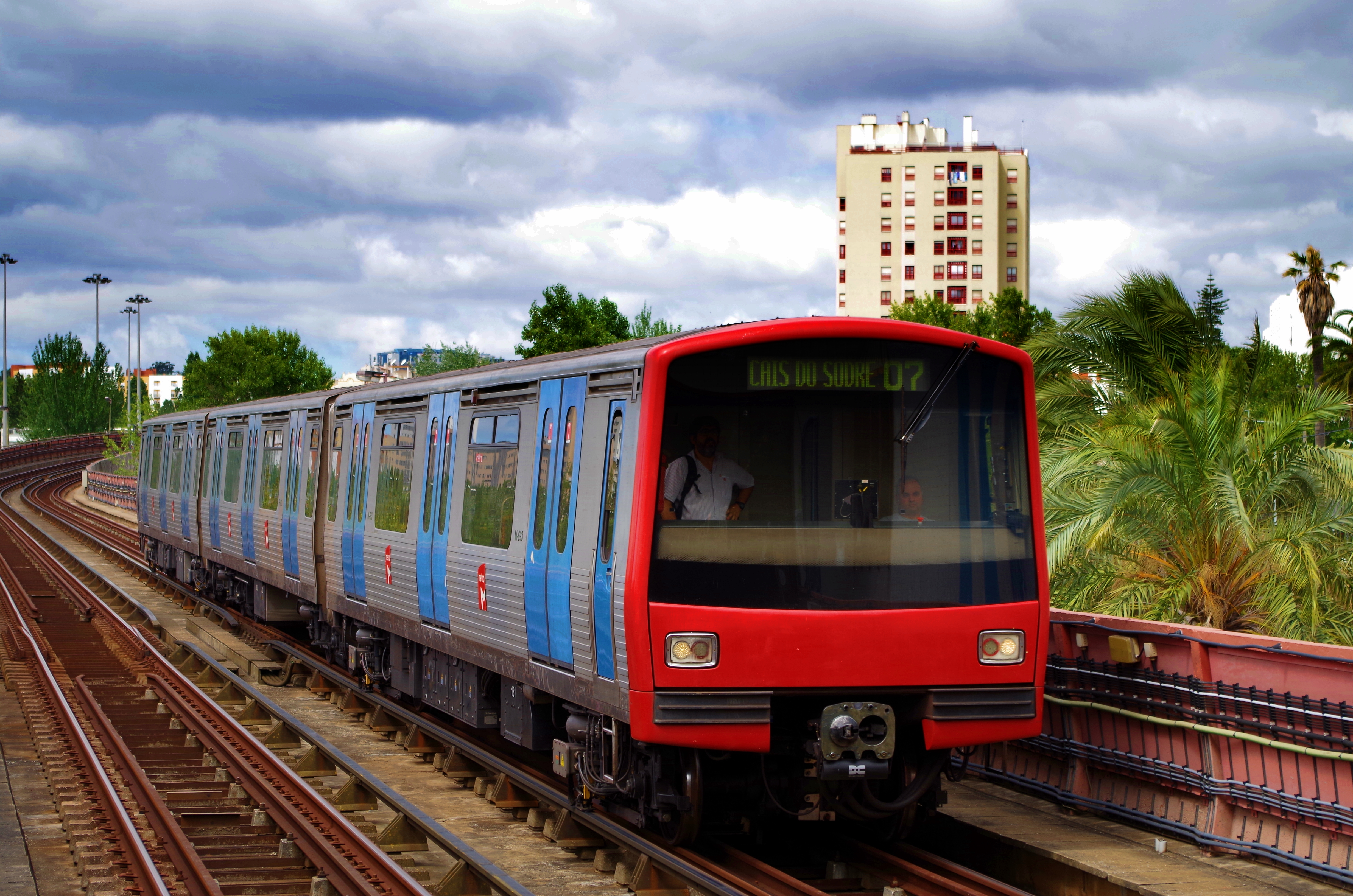
ML99型

ML97與ML99型分別於 1999 年 2 月 1 日和2000 年 7 月 3 日開始運營，ML97與ML99延續ML90系列的外觀、技術，ML總共購買了 57 節ML97車廂，包括38節動力車與19節拖車；以及 114 節ML99車廂，包括76節動力車與38節拖車，二者均採用4動2拖的6節編組，或2動1拖的3節編組營運，列車最高速度72公里/小時，採用標準軌距、750伏特直流電第三軌供電。與ML90、ML95不同處在於，ML97與ML99型的車廂之間是相通的，藉此增加載客量，因此ML97與ML99型的動力車每節載客量可以達到165人，其中座位38人，站位127人；拖車每節載客量185人，其中座位44人，站位141人。

## 營運

### 營運時間
里斯本地鐵每天早上 6：30至凌晨 1 點營運，但少數車站只營運到晚上 9：30，且在節假日關閉。各路線班距不一，藍、黃線平日尖峰班距4至5分鐘，離峰6至9分鐘，假日班距8至9分鐘，黃線平日早高峰至晚高峰間的離峰時段，以大坎波站為起訖站，分兩段營運，往市區方向班距5分50秒，往郊區班距11分40秒。綠線平日尖峰班距5分35秒，離峰6至12分鐘，假日班距8至9分鐘；紅線平日尖峰班距6分15秒，離峰和假日班距7至10分鐘。

### 票務
里斯本地鐵車票分為單程票與定期票。最基本的單程票為60分鐘票，旅客可以持該票券無限次數搭乘里斯本公車、里斯本電車，但只能搭乘里斯本地鐵一次，售價1.5歐元。除了60分鐘票外，旅客也可以購買24小時票，24小時票可以在時間內無限次數搭乘地鐵，票價依據搭配交通工具而有差異，最便宜的只能搭乘地鐵、有軌電車與公車，票價6.45歐元；地鐵、有軌電車與公車加上塔霍河的渡輪票價9.6歐元，地鐵、有軌電車與公車加上葡萄牙鐵路的里斯本城市鐵路票價10.7歐元。單程票可以在里斯本都會區內所有區域使用，無論距離長短。
定期票以月為單位發售，定期票的售價依據使用範圍有差異，2004年開始里斯本引入分區票價，2019年里斯本更改分區方式，目前里斯本都會區被分為18個票價分區，里斯本地鐵經過其中3個，如果僅在某一區域往來，可購買單區域的定期票，每月30歐元，多區域定期票則可以往來2個以上的票價分區，價格為每月40歐元，未滿12歲的兒童免費，65歲以上長者每月20歐元。

## 未來計畫
目前里斯本地鐵的路網即將動工的計畫是連接黄线的拉托站，與綠線的索德雷碼頭車站，原計畫編入黃線營運，但是目前的計畫改為由綠線營運，原本屬於黃線的拉托站大坎波站改由綠線行駛，使綠線呈環狀運營，黃線僅剩大坎波站以北的郊區部分，和從綠線獲得的大坎波站至泰萊拉斯站，但計畫遭到許多批評，包括：截短黃線使郊區民眾無法直接抵達市中心、環線並非理想的圓形，無法發揮環線作用。里斯本原計畫於2024年開通該路段，現已延遲至2025年4月，項目總成本為3.3億歐元。
除了環線計畫外，里斯本地鐵的路網擴張計畫還包括：紅線向南延伸至阿爾坎塔拉馬爾車站、黃線終點奧迪韋拉什站至里斯本郊區洛里什的輕軌、以及新建泰萊拉斯站至本菲卡，並由黃線營運。除了路網擴張之外，ML計畫將增購42節配備自動列車控制系統的車廂。